# Kwadwo Poku
Kwadwo Gyamfi-Poku (Kumasi, 5 maggio 1985) è un ex calciatore ghanese, di ruolo attaccante.

## Carriera

### Club
Ha giocato nella prima divisione danese ed in quella ghanese.

### Nazionale
Ha partecipato ai Giochi Olimpici del 2004.
Tra il 2003 ed il 2009 ha giocato complessivamente 9 partite nella nazionale ghanese.

## Palmarès

### Club

#### Competizioni nazionali
- Campionato ghanese: 1

Asante Kotoko: 2011-2012